# Georg Theodor Pschorr

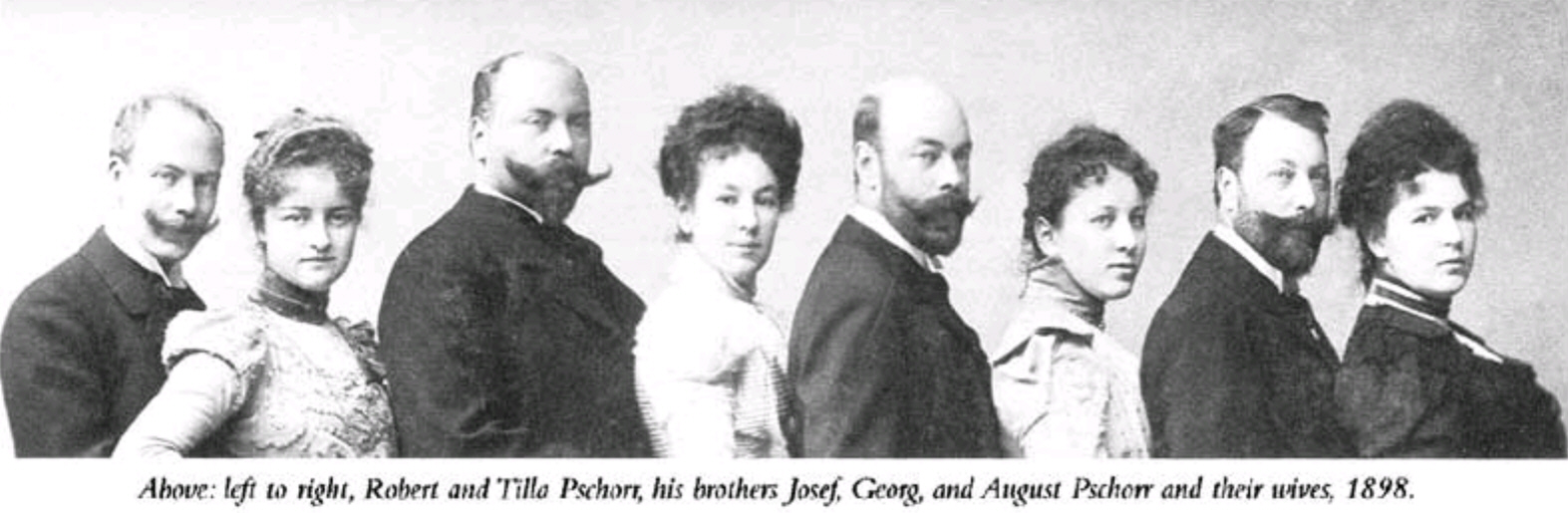
Georg Pschorr 5. v.l.

Georg Theodor Pschorr (* 18. Juni 1865 in München; † 4. Februar 1949 in Tegernsee) war ein deutscher Brauereibesitzer und Gutsbesitzer.

## Leben
Georg Theodor Pschorr ist der zweite Sohn von Georg Pschorr jun. (1830–1894). Nach dem Besuch des Königlichen Ludwigsgymnasiums München und des Hasselschen Instituts in Frankfurt am Main studierte Georg Theodor Pschorr an der Technischen Hochschule München und Brauereiakademie Weihenstephan. Im Jahr 1887 wurde er Mitglied des Corps Franconia München. Im Anschluss an das Studium trat er in die väterliche Brauerei, die spätere Pschorrbräu AG, in München ein. Nach dem Tod seines Vaters Georg Pschorr jun. übernahm er zusammen mit seinen Brüdern August Pschorr und Joseph Pschorr die Leitung der väterlichen Brauerei. Im Ersten Weltkrieg war er bis 1917 Vorstand des Gerätedepots und der Beschaffungskommission für die 6. Armee in München. Mit Umwandlung der Brauerei in eine Aktiengesellschaft im Jahr 1922 wurde er Generaldirektor der Pschorrbräu AG und 1930 deren stellvertretender Aufsichtsratsvorsitzender.
Von 1902 bis 1934 war Pschorr Schatzmeister im Gesamtvorstand des Bayerischen Industrieverbandes und von 1909 bis 1914 Mitglied des Direktoriums des Hansabundes. Er war Vorsitzender der Vereinbarung der Brauereien von München und Augsburg in München und Vorstand des Künstlerhausvereins in München.
Sein jüngster Bruder war der Chemiker Robert Pschorr (1868–1930).

## Auszeichnungen
- Ernennung zum Kommerzienrat
- Ernennung zum Geheimen Kommerzienrat[1]
- Prinzregent-Luitpold-Medaille
- Königliche Bayerische Militärdienstauszeichnung
- Verdienstorden vom Heiligen Michael VI. Klasse
- Eisernes Kreuz II. Klasse
- Türkische Rote Halbmondmedaille in Bronze
- König Ludwig-Kreuz
- Verdienstkreuz für Kriegshilfe
- Großherzogliches Oldenburgisches Kriegsverdienstkreuz